# Horácio Marques

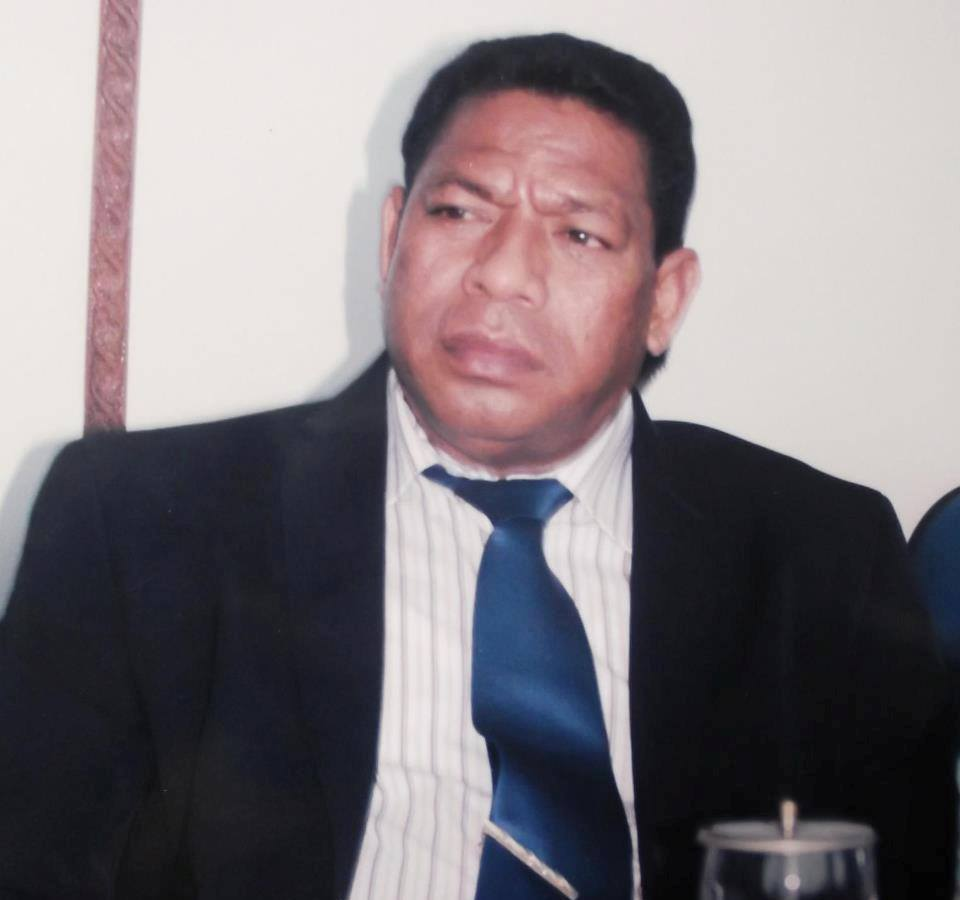
Horácio Marques (2014)

Horácio dos Santos Marques (* 26. Dezember 1962 in Bauro, Portugiesisch-Timor) ist ein osttimoresischer Archivar und Beamter Seit 2014 ist er Generaldirektor des Nationalarchivs Osttimors, dem Arquivo Nacional de Timor-Leste.

## Werdegang
Marques ging in der SPP Dom Bosco in Fuiloro zur Grundschule und schloss das dortige Don Bosco College ab. Dann besuchte er die Technischen Schule Fatumaca und das Colégio de São José in Dili. Am APDN im indonesischen Kupang erhielt Marques einen Bachelor in Regierungswissenschaften.
1997 schloss Marques ein Studium in Politikwissenschaften am Institut Ilmu Pemerintahan (deutsch Institut für Regierungswissenschaften) in Jakarta ab und erhielt 2010 einen Mastertitel in öffentlicher Verwaltung an der Universität Brawijaya in Malang. Während der indonesischen Besatzung leitete er von 1989 bis 1999 verschiedene Institutionen in Osttimor. So war er von 1998 bis 1999 zuletzt Administrator des Subdistrikts Iliomar.
Von 2000 bis 2001 unterrichtete Marques an der Universidade Nasionál Timór Lorosa'e (UNTL) und leitete ab 2001 in der öffentlichen Verwaltung des ab 2002 unabhängigen Osttimors unterschiedliche Organe. 2012 war er Nationaldirektor für Unterstützung der Verwaltung auf Suco-Ebene (Director Nacional de Apoio à Administração dos Sucos DNAAS). Am 20. März 2014 wurde Marques Generaldirektor des Nationalarchivs, das dem Ministerium für Staatsadministration unterstellt ist.

## Sonstiges
Horácio Marques ist verheiratet. Als Fremdsprachen spricht er Portugiesisch, Englisch und Bahasa Indonesia.